# Điện cực tham chiếu
Điện cực tham chiếu là điện cực có điện thế điện cực ổn định và biết trước.
Sự ổn định cao về điện thế điện cực đạt được thường là nhờ sử dụng hệ thống oxy hóa khử với nồng độ không đổi (đệm hoặc bão hòa) của mỗi thành phần tham gia các phản ứng oxy hóa khử.
Hiện có nhiều điện cực tham chiếu được sử dụng. Cách đơn giản nhất là khi các điện cực tham chiếu được sử dụng như một nửa tế bào để xây dựng ra một tế bào điện hóa. Điều này cho phép các điện thế của nửa tế bào kia được xác định.
Phương pháp chính xác và thiết thực để đo điện thế điện cực là cách ly (điện thế điện cực tuyệt đối) vẫn chưa được phát triển.

## Điện cực tham chiếu dịch nước
Điện cực tham chiếu chung và điện thế điện cực so với điện cực hydro tiêu chuẩn:
- Điện cực hydro tiêu chuẩn (SHE) (E=0.000 V) hoạt động của (H+) = 1 M
- Điện cực hydro thông thường (Normal, NHE) (E ≈ 0.000 V) của (H+) = 1 M
- Điện cực hydro Reversible (RHE) (E=0.000 V - 0,0591 * pH)
- Điện cực calomel bão hòa (SCE) hay Thủy ngân-chloride thủy ngân(I) (Hg/Hg2Cl2/Cl−). (E=+ 0,241 V bão hòa)
- Điện cực đồng-sulfat đồng(II) (CSE) (E=+0,314 V) (Điện cực không phân cực)
- Điện cực chloride bạc (Ag/AgCl/Cl−). (E=+ 0,197 V bão hòa)
- Điện cực pH (trong trường hợp pH dung dịch đệm, xem dung dịch đệm)
- Điện cực palladi-hydro
- Điện cực hydro động (DHE)
- Điện cực thủy ngân-sulfat thủy ngân (MSE) (Hg/Hg2SO4/SO42−) (E=+ 0,64 V trong K2SO4 bão hòa, E=+0,68 V 0.5 M H2SO4)